# Lunkányi János
Lunkányi János, született: Liebenberg (Kecskemét, 1775. július 14. – Sopron, 1853. augusztus 27.) uradalmi igazgató és táblabíró, Széchenyi István nevelője.

## Élete
A szlavóniai Liebenberg német családból vette eredetét. 1795-ben természettudományt hallgatott a pesti egyetem bölcsészkarán, majd 1797-ig az orvosi karon folytatta tanulmányait. Ugyanebben az évben avatták bölcsészeti doktorrá. Az egyetemen folyamatban volt tanársegéddé történő kinevezése Pasquich János csillagász professzor mellé, ekkor gróf Széchényi Ferenc István fia nevelését bízta rá, melyet 1798-tól 1809-ig végzett. 1809-től Széchényi Ferenc grófnál titkár volt. 1814-től lett Széchenyi István csokonyai birtokának a felügyelője, később pedig összes birtokainak jószágkormányzója, mely minőségben egészen élete végéig működött. Lunkányi szigorú takarékossági rendszere Széchenyi Istvánban is a takarékosságot fejlesztette és igen gyöngéd viszony támadt közöttük, Széchenyi legjobb barátjának tartotta. Liebenberg családi nevét Széchenyi biztatására 1830-ban Lunkányira változtatta, midőn a magyar nemességet is elnyerte. Széchenyi Istvánnal sűrű levelezést folytatott.

## Munkája
- Ének nagymélt. gróf Sárvári Felső Vidéki Széchenyi Ferencz és szül. Festetits Julianna grófné 25 esztendők után újonnan megült menyegzői öröm-napjára 1802. Sopron.

## Emlékezete
- Nagycenken szobra áll, melyet Vígh Tamás készített 1983-ban.[1]
- Szülővárosában, Kecskeméten utca viseli a nevét.